# أبرشية غزة
أبرشية غزة (باللاتينية: Dioecesis Gazensis) كانت أسقفية في الأرض المقدسة. وكان مقرها الأسقفي مدينة غزة وهي الآن مقر أسقفي كاثوليكي لاتيني شاغر.

## التاريخ المبكر
وفقًا لدوروثيوس الصوري، كان الأسقف الأول رجلًا يُدعى فليمون، ويُعتقد أنه كان أحد تلاميذ يسوع السبعين، وقد ذكره القديس بولس. يقال إن أحد الأساقفة الأوائل المدعو القديس سيلوانس (لا ينبغي الخلط بينه وبين أبا سيلوانس) قُتل مع تسعة وثلاثين شهيدًا آخرين في مناجم النحاس في فاينو حوالي عام 310. في أوائل القرن الرابع، منح الإمبراطور قسطنطين مدينة مايوما، التي كانت في السابق بمثابة ميناء غزة، حقوق المدينة ووضع مقر أسقفي. على الرغم من إلغاء حقوقها كمدينة في وقت لاحق، إلا أنها ظلت أسقفية مستقلة.

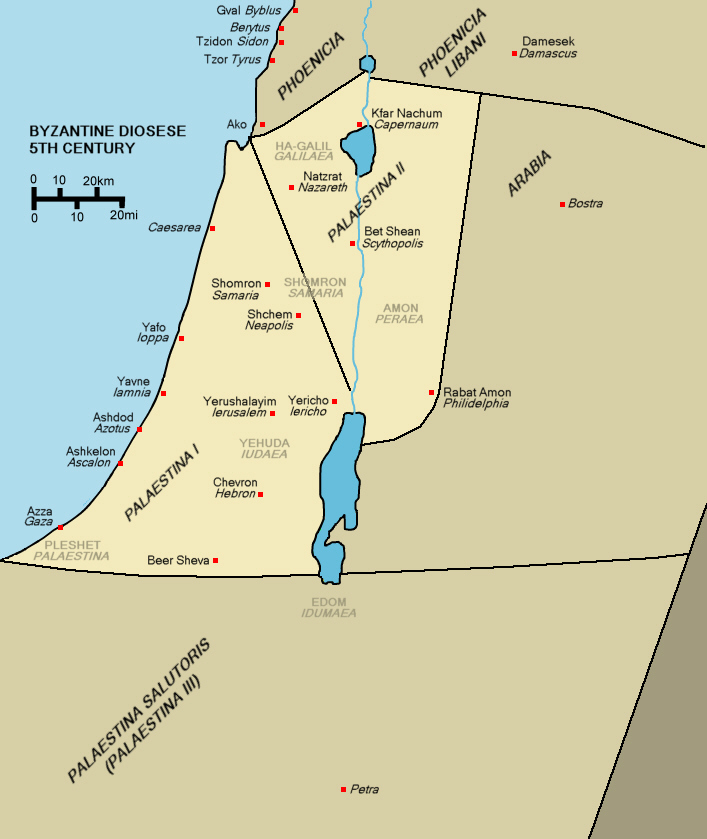
خريطة من القرن الخامس للأبرشيات البيزنطية في فلسطين بما في ذلك غزة (في الزاوية اليسرى من فلسطين الأولى)

أول أسقف موثق هو أسكليبيوس (أو أسكليبياس) من غزة والذي من المعروف أنه حضر المجمع الأول في نيقية عام 325. باعتباره من المؤيدين المتحمسين لأثناسيوس الإسكندري، تم عزله حوالي عام 326 أو 327، ولكن أعيد تعيينه لاحقًا في مجمع سرديكا بينما تم طرد كوينتيانوس، الذي كان قد اغتصب في هذه الأثناء الكرسي الأسقفي. وبما أن غزة كانت لا تزال وثنية إلى حد ما، فقد بنى أسكليبيوس مصلى، يشار إليه فيما بعد باسم "الكنيسة القديمة"، 2 متر (6 قدم 7 بوصة) إلى الغرب من المدينة. ويبدو أن خليفته إيريناوس كان قادرًا على بناء كنيسة صغيرة في المدينة، وحضر مجمع أنطاكية في عام 363 ويُحتفل به كقديس.
في عهد بورفيريوس، الذي أصبح أسقفًا حوالي عام 395، تم إغلاق معبد مارناس وجميع المعابد الوثنية الأخرى في المدينة وتدميرها. حضر خليفته نيطوراس مجمع أفسس ومجمع خلقيدونية. بعد مجمع خلقيدونية عام 451، انتقلت السلطة القضائية الكنسية على أبرشيات فلسطين، بما في ذلك غزة، من بطريركية أنطاكية إلى بطريركية القدس التي أنشئت حديثًا. حضر الأسقف التالي، كيرلس، مجمعًا في القدس في عام 518.
في القرنين الخامس والسادس الميلاديين، كانت غزة مركزًا مشهورًا للبلاغة والتعليم الكلاسيكي. وفي ذلك الوقت، كان السفسطائيون والكهنة يتشاركون في نفس التعليم؛ ويتجلى ذلك في مارسيانوس، الأسقف في منتصف القرن السادس، الذي تلقى تعليمه في مدرسة غزة البلاغية الشهيرة. ومن خلال خطب كوريسيوس غزة، وهو زميل دراسة في المدرسة، يمكن معرفة بعض تفاصيل حياة مارسيانوس، وكذلك بعض المعلومات حول التزامات الأساقفة. على نحو استثنائي للغاية، تولى مارسيانوس أيضًا رئاسة المدرسة لفترة من الوقت، ربما حتى تم العثور على "أستاذ متفرغ" لشغل المنصب.
كلف مارسيانوس ببناء الكنائس والجدران والأروقة والحمامات، ودافع عن المواطنين من استغلال الجنود لهم، وأدار الرعاية الاجتماعية لصالح الفقراء، وذهب إلى القسطنطينية كممثل دبلوماسي لمدينته. وكان مارسيانوس أيضًا على اتصال وثيق بالمجتمعات الرهبانية المحيطة بالمدينة، وخاصة تلك الموجودة في دير سيريدوس. كان يطلب النصيحة بانتظام من الناسكين بارسانوفيوس ويوحنا النبي، مثل من يرسم كاهنًا. حضر مارسيانوس أيضًا مجمع القدس في عام 536.

## العصور الوسطى
الأسقف المعروف التالي هو سليمان الغزي (المعروف أيضًا باسم سليمان غزة) الذي أصبح أسقفًا في ثمانينيات القرن الحادي عشر بعد أن عاش فترة من الشدة في عهد الخليفة الحاكم الذي أمر بتدمير القبر المقدس في القدس وفرض ارتداء الملابس التمييزية على المسيحيين. يشغل مكانة فريدة في تاريخ الأدب المسيحي العربي حيث قام بتأليف مجموعة كبيرة من الشعر الديني الاحتجاجي باللغة العربية والتي كانت أول مجموعة من الشعر الديني المسيحي العربي باللغة العربية في الشرق الأدنى. توفي سليمان بعد عام 1027 بفترة.
لا يوجد دليل قاطع على وجود أسقف عندما جاء الصليبيون إلى المنطقة. ويبدو أنه كان هناك أسقف في غزة حتى عام 1056 عندما استشهد، ولكن لم يتم تسجيل اسمه ويبدو أن غزة كانت خالية من السكان عندما وجدها الصليبيون. تم تسليم المدينة التي تم بناؤها حديثًا إلى فرسان الهيكل ولكن لم يتم احتلال مقر الأسقفية. ومع ذلك، فقد تم تسليم الرعاية الرعوية لليونانيين والسوريين إلى ميليتوس، أسقف إليوثيروبوليس، الذي كان يعمل أيضًا أسقفًا لغزة، ويبدو أن اللاتين اعتبروا هذا الأمر بمثابة تخليد للمكان.

## الفترة الحديثة المبكرة
خلال القرن السادس عشر، زاد عدد السكان المسيحيين في غزة بسبب هجرة العديد من المسيحيين من مدن شرق الأردن إلى غزة، مما جعلها أكبر مدينة مسيحية في المنطقة. في عام 1838، لم يتبق سوى 150 عائلة أرثوذكسية.

### متروبوليت أرثوذكسي
في عام 1652، عيّن البطريرك باييسيوس الأول من القدس، رئيس الكنيسة الأرثوذكسية اليونانية في القدس، العالم والمغامر اليوناني باييسيوس ليغاريدس (ق. 1610) بصفته متروبوليت (أسقف) غزة. على الرغم من كونه رجل دين كاثوليكي يوناني (كاثوليكي من الطقوس الشرقية) يعمل في وكالة جماعة تبشير الشعوب التابعة للفاتيكان قدم ليجاريدس نفسه للبطريرك باعتباره أرثوذكسيًا شرقيًا، بينما أكد للفرنسيسكان المحليين أنه كان في الواقع كاثوليكيًا يعمل كـ "عميل مزدوج"، ويعمل على جلب "المنشقين" إلى روما؛ دوافعه الفعلية ليست واضحة تمامًا. ولم يبق في مدينة غزة يوماً واحداً، متغيباً عن أبرشيته مخالفاً بذلك قانون الكنيسة. بحلول سبعينيات القرن السابع عشر، تم رفضه من قبل الكرسي الرسولي في روما وتم تجريده من قبل بطريرك الكنيسة الأرثوذكسية اليونانية في القدس.

## الترميم كعنوان رئيسي
في عام 1895، تم استعادة الأبرشية باعتبارها مقرًا اسميًا. منذ وفاة جيمس هنري أمبروز جريفثس، أصبح المكان خاليًا من السكان. اعتبارًا من 2010، لم تكن هناك سوى كنيسة كاثوليكية واحدة، وهي كنيسة العائلة المقدسة التي يبلغ عدد أتباعها حوالي 130 من أبناء الرعية.

## قائمة الأساقفة

### الأساقفة المقيمين
- فليمون (القرن الأول)
- سيلوانس غزة (توفي ق. 310[24] أو 311)
- أسكليبيوس (أو أسكليبياس) من غزة (fl. 325–343)[9]
- إيريناوس (fl. قرابة 363)[1]
- بورفيريوس (ق. 347)[26]
- نيتوراس (fl. 431–451)[1]
- كيرلس (fl. ق. 518)[1]
- مارسيانوس (fl. 528–536)
- ميسائيل (fl. ق. 576–578)[27]
- سليمان الغزي (توفي ق. 1027)[28]

### الأساقفة الفخريون
منذ استعادة الأبرشية ككنيسة أسقفية كاثوليكية تحمل اسمًا حوالي عام 1895، خدم الكهنة التاليون كأساقفة:
- هنريكوس (هندريك) فان دي فيترينج 1850–1929)، تولى منصبه في الفترة من 8 فبراير 1895 إلى 11 يوليو 1895، حتى تنصيبه رئيسًا لأساقفة أوتريخت ورئيسًا لهولندا.
- باولو شينوسي، عُيّن في 19 أبريل 1897، وتوفي في منصبه في 8 أبريل 1901 †
- ألفونسو آرتشي، في منصبه من 13 يوليو 1901 إلى 10 أكتوبر 1902 †
- كونستانزو كاسترالي، عُيّن في 27 مارس 1905؛ توفي في 26 نوفمبر 1936 †
- جيوفاني باتيستا تيرينانزي، OFM Cap.، 2 يوليو 1937 – 27 يناير 1949 †
- جيمس هنري أمبروز جريفثس، عُيّن في 15 أكتوبر 1949؛ وتوفي في منصبه في 24 فبراير 1964 †
- سيدي شاغرة منذ 24 فبراير 1964